# Paamayim Nekudotayim
Le Paamayim Nekudotayim (API : [paʔamajim nəkudotajim]) est le nom officiel de l'opérateur de résolution de portée (::) utilisé en PHP pour accéder aux membres statiques ou constants d'une classe.
Il s'utilise par la syntaxe Classe::Element.
Sa constante PHP prédéfinie est : T_PAAMAYIM_NEKUDOTAYIM.

## Étymologie
Nequddotayim (נקודתיים) signifie « deux points » en hébreu israélien parlé ; (on notera que la forme du duel classique, basée sur le singulier nequda(t)nequdda (IPA : [nequdda]), point,  aurait dû être "nekudatayim"  avec la terminaison du duel -ayim (יים-), vu que le duel est un nombre grammatical dérivé du singulier dans la langue classique). De façon similaire, le mot paamayim (פעמיים) est dérivé en attachant la terminaison duelle au radical singulier paam (IPA : [paʔam]) (« fois »), qui signifie alors « deux fois ». Ce choix a été fait par Zeev Suraski et Andi Gutmans, les fondateurs israéliens de Zend Technologies, lors de l'écriture de Zend Engine 0.5, fourni avec PHP 3. Le nom de l'opérateur est depuis resté.